# Coupe du monde d'escalade de 1989
Navigation
2e édition
La Coupe du monde d'escalade de 1989 consiste en une série de sept compétitions d'escalade de difficulté. Elle se déroule entre le 20 mai 1989 et le 18 novembre 1989, en faisant étape dans sept pays différents, et sur deux continents.

## Présentation
En 1989, la Commission escalade de compétition de l'Union internationale des associations d'alpinisme (UIAA) organise la première Coupe du monde d'escalade. Cette compétition qui s'étale sur plusieurs mois comprend six étapes européennes et une étape américaine, cette dernière marquant le milieu du calendrier.
Depuis la première compétition d'escalade internationale en 1985, les compétitions internationales ont confirmé un succès populaire au travers de Masters, compétitions sur invitations seulement, et d'Opens, compétitions ouvertes à tous. Avec la mise en place de la Coupe du monde, les premières compétitions accueillant des sélections nationales voient le jour.

## Étapes
La coupe du monde d'escalade 1989 s'est déroulée du 20 mai au 18 novembre 1989, repartie en sept étapes comprenant une discipline.
| Dates             | Lieu            | Difficulté | Bloc     | Vitesse  |
| ----------------- | --------------- | ---------- | -------- | -------- |
| 20 mai 1989       | Leeds           | X          | -        | -        |
| 16 juin 1989      | La Riba         | X          | -        | -        |
| 13 juillet 1989   | Bardonecchia    | X          | -        | -        |
| 18 août 1989      | Snowbird (Utah) | X          | -        | -        |
| 21 septembre 1989 | Vratsa          | X          | -        | -        |
| 2 octobre 1989    | Yalta           | X          | -        | -        |
| 18 novembre 1989  | Lyon            | X          | -        | -        |
| Total : 7 étapes  |                 | 7 étapes   | 0 étapes | 0 étapes |

## Classement général
| Catégories | Or              | Or         | Argent          | Argent     | Bronze           | Bronze    |
| ---------- | --------------- | ---------- | --------------- | ---------- | ---------------- | --------- |
| Difficulté | Simon Nadin     | 123 points | Didier Raboutou | 108 points | Jerry Moffatt    | 85 points |
| Difficulté | Nanette Raybaud | 132 points | Luisa Iovane    | 109 points | Robyn Erbesfield | 93 points |

## Podiums des étapes

### Difficulté

#### Hommes
| Étapes       | Lieu                     | Or                  | Argent            | Bronze                |
| ------------ | ------------------------ | ------------------- | ----------------- | --------------------- |
| 20 mai       | Leeds (Royaume-Uni)      | Jerry Moffatt       | Didier Raboutou   | Simon Nadin           |
| 16 juin      | La Riba (Espagne)        | Simon Nadin         | Jerry Moffatt     | Jacky Godoffe         |
| 13 juillet   | Bardonecchia (Italie)    | Simon Nadin (2)     | Jerry Moffatt     | Didier Raboutou       |
| 18 août      | Snowbird (États-Unis)    | Didier Raboutou     | Simon Nadin       | Ron Kauk              |
| 21 septembre | Vratsa (Bulgarie)        | Didier Raboutou (2) | Salavat Rakhmetov | Jacky Godoffe         |
| 2 octobre    | Yalta (Union soviétique) | Carlos Brasco       | Jindrich Hudecek  | Jean-Baptiste Tribout |
| 18 novembre  | Lyon (France)            | Simon Nadin (3)     | Jerry Moffatt     | Jean-Baptiste Tribout |

#### Femmes
| Étapes       | Lieu                     | Or                   | Argent             | Bronze               |
| ------------ | ------------------------ | -------------------- | ------------------ | -------------------- |
| 20 mai       | Leeds (Royaume-Uni)      | Robyn Erbesfield     | Isabelle Patissier | Nanette Raybaud      |
| 16 juin      | La Riba (Espagne)        | Isabelle Patissier   | Nanette Raybaud    | Luisa Iovane         |
| 13 juillet   | Bardonecchia (Italie)    | Nanette Raybaud      | Corinne Labrune    | Luisa Iovane         |
| 18 août      | Snowbird (États-Unis)    | Nanette Raybaud (2)  | Lynn Hill          | Catherine Destivelle |
| 21 septembre | Vratsa (Bulgarie)        | Robyn Erbesfield (2) | Corinne Labrune    | Nanette Raybaud      |
| 2 octobre    | Yalta (Union soviétique) | Luisa Iovane         | Nanette Raybaud    | Robyn Erbesfield     |
| 18 novembre  | Lyon (France)            | Lynn Hill            | Luisa Iovane       | Agnès Brard J. Cole  |